# Paradise Valley (Nevada)
Paradise Valley es un lugar designado por el censo en el condado de Humboldt en el estado estadounidense de Nevada.

## Geografía
Paradise Valley se encuentra ubicado en las coordenadas 41°29′35″N 117°31′59″O / 41.49306, -117.53306.